# 佐賀市立新栄小学校
佐賀市立新栄小学校（さがしりつ しんえいしょうがっこう）は佐賀県佐賀市新栄東二丁目にある公立小学校。

## 概要
歴史
1973年（昭和48年）に佐賀市立日新小学校から分離の上、新設された。2023年（令和5年）には創立50周年を迎えた。
校章
楠の花弁を背景にして、中央に校名の頭文字である「新」の文字を配している。
校歌
1975年（昭和50年）制定。作詞は初代校長の青木利男による。
通学区域
佐賀市のうち、「天祐団地、天祐一～二丁目、緑小路、鍋島町大字八戸、新栄東一～四丁目、新栄西一～二丁目、新生町（4・5番）、中折町（8番1～6号・9番25～28号・9番31～40号）」。中学校区は佐賀市立昭栄中学校。

## 沿革
- 1973年（昭和48年）4月1日 - 佐賀市立日新小学校より分離の上、「佐賀市立新栄小学校」（現校名）が開校。児童数は604名、18学級。
- 1975年（昭和50年）- 校歌を制定。プレハブ教室を増築。
- 1976年（昭和51年）- プレハブ教室を増築。鼓笛隊が若楠国体開会式・閉会式に出場。
- 1978年（昭和53年）- プレハブ教室を増築。
- 1979年（昭和54年）- プレハブ教室を増築。給食室を増築。
- 1980年（昭和55年）- 児童数が1,028名（26学級）となる。
- 1981年（昭和56年）- 校舎を増築。学校園・樹園・飼育舎が完成。
- 1982年（昭和57年）- 西校門の碑石が完成。
- 1990年（平成2年）4月 - 過大規模校解消のため、校区が改定される。
- 1992年（平成4年）- 飼育舎を新設。パソコン室を新設。
- 1998年（平成10年）- プールを全面改修。
- 2002年（平成14年）- トヒョン初等学校との交流を開始。
- 2012年（平成24年）- 木造管理棟が完成。
- 2014年（平成26年）- 新体育館が完成。
- 2017年（平成29年）8月 - 給食室が完成。
- 2018年（平成30年）2月 - 仮校舎へ移転。北校舎耐震化大規模工事が開始。

## 交通
最寄りの鉄道駅
- JR九州 長崎本線 「鍋島駅」

最寄りのバス停留所
- 佐賀市営バス 中折線「新栄小前」停留所

最寄りの幹線道路
- 国道208号 「新栄小学校前」交差点

## 周辺
- 佐賀県立佐賀北高等学校
- 佐賀市立新栄公民館
- 新栄広場

## 参考資料
- 「佐賀市史第5巻 （現代編) (PDF) 」（1981年（昭和56年）2月21日, 佐賀市）p.521 五.教育と文化 - 佐賀市ウェブサイト

## 関連事項
- 佐賀県小学校一覧